# Hoover (azienda)
The Hoover Company è un'azienda statunitense attiva internazionalmente nel settore degli apparecchi per la cura e pulizia dei pavimenti con un posizionamento nella fascia medio-alta nel mercato dei grandi elettrodomestici.

## Storia
Fondata a New Berlin nell'Ohio nel 1908 da William H. Hoover, le attività in Europa iniziarono nel 1919 con la Hoover Ltd. a Londra. Nel 1932 venne aperto il primo stabilimento europeo a Perivale nell'ex contea inglese del Middlesex, dove si producevano battitappeti. Nel 1937, Hoover Ltd. fu quotata alla borsa di Londra e si trasformò in public company, di cui la capogruppo statunitense deteneva il pacchetto di controllo.
Nel 1946 iniziò la produzione degli aspirapolvere a traino a Cambuslang, in Scozia. Nel 1948 si inaugurò l'impianto produttivo di Merthyr nel Galles per le lavabiancheria, con le quali Hoover conquistò la leadership nel mercato britannico.
Nel 1985 iniziò un periodo di cambiamenti di proprietà: Chicago Pacific Corp. acquisì le attività internazionali Hoover. Nel 1989, Maytag  acquisì Chicago Pacific e, di conseguenza, anche Hoover. Nel 1993, Hoover Trading Company e Hoover UK diedero origine a Hoover European Appliances Group.
Nel 1995, il gruppo Candy acquisì da Maytag la totalità di Hoover European Appliances Group, compreso il diritto d'utilizzo esclusivo del marchio per tutta l'Europa, tutti i territori dell'ex-Unione Sovietica, il bacino del Mediterraneo, alcuni Paesi del Medio Oriente. Nel 2018, con l'acquisizione della Candy Hoover Group da parte di Haier, i diritti di licenza d'uso sono passati in carico alla multinazionale cinese.